# Dějiny webového prohlížeče
Dějiny webového prohlížeče mapují vývoj softwaru, který umožňuje uživatelům přístup k informacím na internetu pomocí prohlížení webových stránek. Od prvních pokusů s hypertextem v 70. a 80. letech až po moderní prohlížeče 21. století prošly prohlížeče zásadními změnami. Vývoj začal u jednoduchých textových systémů pro propojení dokumentů a vedl k vytvoření prvního webového prohlížeče v roce 1990. Následné dekády přinesly grafické rozhraní, rychlý rozvoj webových technologií, soupeření hlavních hráčů na trhu a postupný přechod k moderním standardům a bezpečnostním prvkům. Vývoj webových prohlížečů formoval internet tak, jak ho známe dnes.

## Historie webových prohlížečů

### Počátky webových prohlížečů (1970–1980)
Dějiny webových prohlížečů sahají až do 70. let, kdy byly poprvé zkoumány možnosti hypertextu – tedy systému, který umožňuje propojení různých částí textu odkazy. V roce 1977 vytvořil Neil Larson program TRS-80, který využíval hypertext k přecházení mezi dokumenty. Tento program sice nepracoval s internetem, ale jeho myšlenka hypertextového propojování dokumentů tvořila základ pozdějšího vývoje webu.
V roce 1976 Ted Nelson vytvořil prohlížeč DOS Houdini, který obsahoval 2 500 témat propojených 7 500 odkazy na různé soubory. Tyto rané experimenty s hypertextem předznamenaly vývoj budoucích webových technologií a přinesly první pokusy o interaktivní práci s textem a daty.

### Rozvoj hypertextových prohlížečů (1980–1988)
V 80. letech pokračoval vývoj hypertextových systémů. V roce 1984 vznikl program DOS Maxthink, který stavěl na idejích Teda Nelsona a přidal podporu pro ASCII znaky. Tato fáze vývoje se zaměřovala na zlepšení funkcí pro práci s textem, což připravovalo cestu pro sofistikovanější webové prohlížeče.
Rok 1987 byl významný díky vytvoření programu Silversmith, který vytvořil John Bottoms. Silversmith byl první program, který použil SGML tagy, tehdy běžně využívané k formátování tištěných dokumentů, k propojování elektronických textů. Tento krok měl zásadní význam pro elektronické publikování, i když se setkal s odporem tradičních vydavatelů. Silversmith obsahoval pokročilé indexovací funkce a systém pro prohledávání dokumentů pomocí SGML.

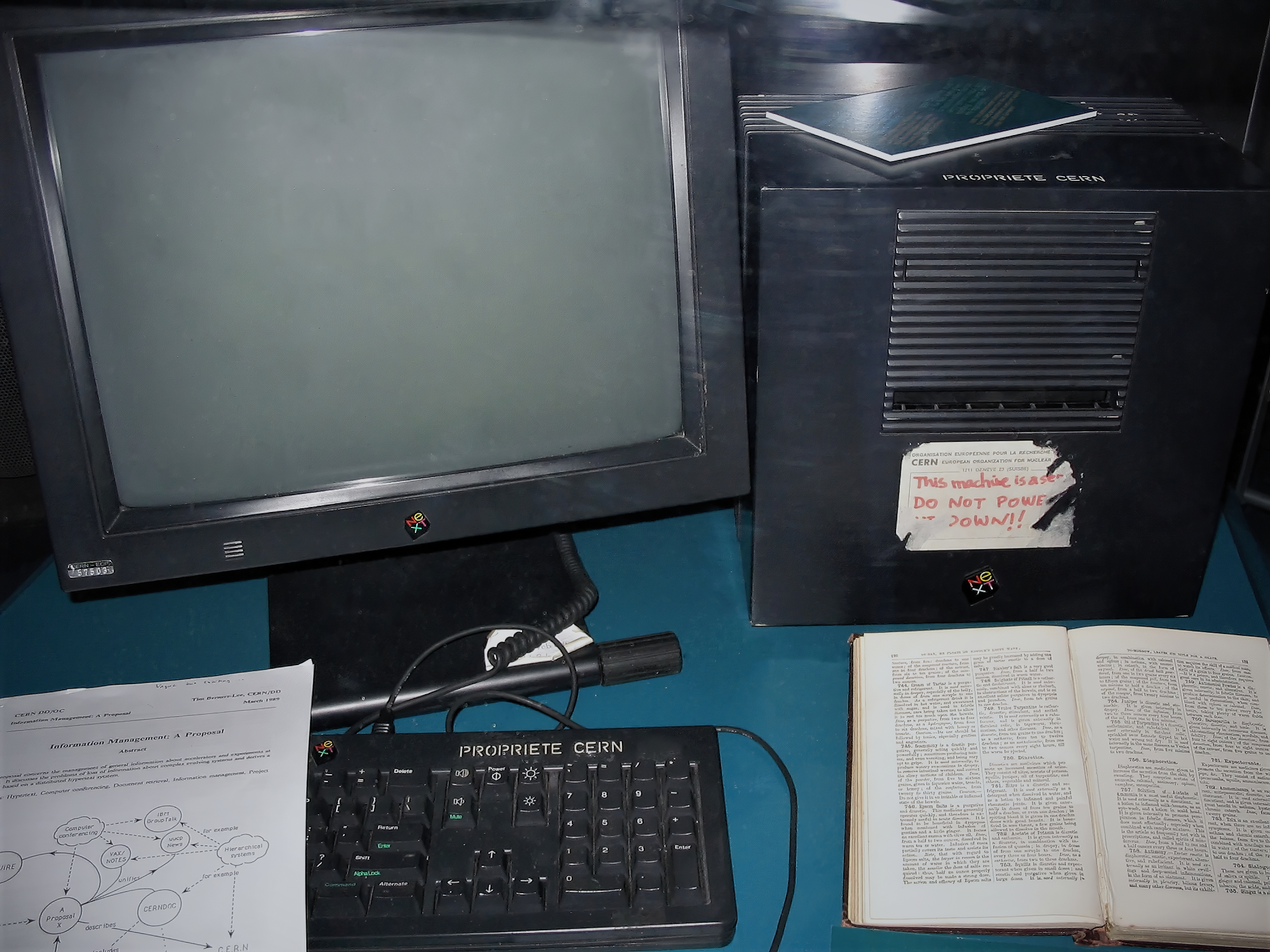
Počítač NeXT, který Berners-Lee použil jako první webový server.

### Vznik prvního webového prohlížeče (1989–1991)
Na konci 80. let se hypertextové systémy začaly více rozšiřovat. Roku 1989 byly vytvořeny programy jako HyperBBS a HyperLAN, které umožňovaly vyhledávání a ukládání informací prostřednictvím hypertextových odkazů. V téže době vznikl TransText, nástroj určený k budování rozsáhlých databází znalostí, který obsahoval přes 50 000 souborů s 200 000 hypertextovými odkazy.
Zásadní změna však přišla v roce 1990, kdy Tim Berners-Lee, vědec z CERNu, vytvořil první webový prohlížeč nazvaný WorldWideWeb (později přejmenovaný na Nexus). Berners-Lee použil počítač NeXTcube jako první webový server a představil koncept webového prohlížeče jako nástroje pro navigaci mezi stránkami propojenými hypertextovými odkazy.

### Nástup grafických webových prohlížečů (1992–1994)
V roce 1992 byl představen prohlížeč MidasWWW, který vytvořil Tony Johnson. Dalším průkopníkem byl ViolaWWW, který vycházel z konceptu HyperCard. Tyto rané prohlížeče byly předchůdci moderních grafických prohlížečů, protože začaly experimentovat s vizuálními prvky a grafikou.
V roce 1993 byla uvedena první verze Mosaic, grafického prohlížeče, který běžel na platformách UNIX, Macintosh a později i na Microsoft Windows. Mosaic umožnil zobrazovat text i grafiku na jedné stránce, což výrazně zlepšilo uživatelskou zkušenost a přispělo k popularizaci internetu. Tento prohlížeč se často označuje jako "killer application of the Internet", neboť přinesl web široké veřejnosti. Marc Andreessen, vedoucí vývoje Mosaic, později spoluzaložil společnost Netscape, která v roce 1994 vydala prohlížeč Netscape Navigator.

### Válka prohlížečů (1995–2004)
Rok 1995 přinesl přelom ve vývoji webových prohlížečů. Microsoft vydal svůj vlastní prohlížeč Internet Explorer, který byl distribuován společně s novým operačním systémem Windows 95. Díky tomu dosáhl Microsoft rychle velkého tržního podílu a stal se silným konkurentem Netscape. Tento konflikt se stal známým jako válka prohlížečů, během které oba hráči soupeřili o dominanci na trhu.
Microsoft integroval do svého prohlížeče technologie jako ActiveX a definoval nové standardy HTML, čímž se snažil zajistit si výhodu nad konkurencí. Integrace prohlížeče s operačním systémem mu umožnila dosáhnout dominantního postavení – v roce 2004 používalo Internet Explorer přibližně 92 % všech uživatelů internetu.

Podíl používání webových prohlížečů

### Návrat otevřených standardů a moderní éra prohlížečů (2004–2009)
Po svém pádu Netscape učinil rozhodnutí uvolnit zdrojové kódy svého prohlížeče jako open-source projekt nazvaný Mozilla. Na základě tohoto kódu vznikla organizace Mozilla Foundation, která vytvořila nový prohlížeč nazvaný Mozilla Firefox. Firefox nabízel alternativu k Internet Exploreru a zaměřoval se na dodržování otevřených webových standardů, bezpečnost a rychlost.

Do roku 2009 si Firefox získal asi 22% podíl na trhu, což znamenalo návrat konkurence na poli webových prohlížečů. Firefox se stal symbolem nového přístupu k vývoji webových technologií, který stál na principech otevřenosti a spolupráce s komunitou vývojářů.

Časová osa vývoje prohlížečů